# Скобелев, Виктор Ефимович
Скобелев Виктор Ефимович (27 сентября 1907, Санкт-Петербург, Российская империя — 11 января 2001, Санкт-Петербург, Россия) — инженер-электрик, доктор технических наук, профессор, специалист в области тяговых электродвигателей пульсирующего тока для электровозов, участник Великой Отечественной войны, офицер, награжден многими боевыми орденами и медалями, создатель дешифратора для расшифровки немецких радиопередач, горнолыжник.

## Биография
Родился 27 сентября 1907 года в Санкт-Петербурге в семье чиновника, казначея Санкт-Петербургского политехнического института. С 1925 года студент электромеханического факультета Ленинградского политехнического института. Одновременно с учебой - работник трамвайного парка. Окончил ЛПИ в 1930 году по специальности "Электрическая тяга". Инженер Трамвайно-троллейбусного управления Ленинграда по разработке системы автоматического управления трамваем. В 1936 году, будучи техническим директором трмпарка, принят в аспирантуру ЛИИ. После защиты кандидатской диссертации (в 1940-м году) преподаватель Военной электротехнической академии и ассистент кафедры "Электрическая тяга" ЛИИ. 
С начала Великой Отечественной войны в действующей армии, офицер радиоразведки Северного флота. Имея опыт радиста-любителя, сумел раскрыть способ шифровки немецких радиопередач и создал дешифратор. С осени 1943 года начальник электротехнического цикла учебного отряда Северного флота. Награжден двумя орденами.
С сентября 1945 года ассистент, а с 1946 года - доцент кафедры "Электрическая тяга" ЛПИ. Член горнолыжной секции при Доме ученых в Лесном.
9.07.1951 года арестован, приговорен (СК ЛГС 16/02/1952 г. ст. 58-10,11) к 10 годам. В заключении специалист тюремного ОКБ-172 на разработке электромагнитного перфоратора. Освобожден и реабилитирован 18.09.1953 года. 
С 1954 года вновь доцент ЛПИ, а после защиты в 1961 году докторской диссертации - профессор. Автор сотен научных работ, в том числе монографий и учебников. Подготовил десятки кандидатов и докторов наук. Внес большой вклад в разработку тяговых электродвигателей пульсирующего тока для электровозов. 
Источники
https://ru.openlist.wiki/%D0%A1%D0%BA%D0%BE%D0%B1%D0%B5%D0%BB%D0%B5%D0%B2_%D0%92%D0%B8%D0%BA%D1%82%D0%BE%D1%80_%D0%95%D1%84%D0%B8%D0%BC%D0%BE%D0%B2%D0%B8%D1%87_(1907)
http://library.kpi.kharkov.ua/scripts/irbis64r_01/cgiirbis_64.exe?LNG=&Z21ID=&I21DBN=BOOK&P21DBN=BOOK&S21STN=1&S21REF=&S21FMT=fullwebr&C21COM=S&S21CNR=10&S21P01=0&S21P02=1&S21P03=A=&S21STR=%D0%A1%D0%BA%D0%BE%D0%B1%D0%B5%D0%BB%D0%B5%D0%B2%2C%20%D0%92%D0%B8%D0%BA%D1%82%D0%BE%D1%80%20%D0%95%D1%84%D0%B8%D0%BC%D0%BE%D0%B2%D0%B8%D1%87
https://search.rsl.ru/ru/record/01008435209
https://elib.spbstu.ru/dl/1524/1.pdf
Смелов В.А., Сторонкин Н.Н. "Репрессированные политехники" ISBN 978-8-91492-023-1